# Pikmin 3
Pikmin 3 er et strategispil udviklet og udgivet af Nintendo til Wii U i 2013. Spillet er efterfølgeren til Pikmin 2 og det tredje spil i Pikmin-serien. Pikmin 3 bevarer de spilmekanikker der blev introduceret i tidligere Pikmin-spil og tilføjer nye funktioner, herunder nye spilbare karakterer, nye typer af pikmin og downloadbart indhold.
I singleplayer-kampagnen styrer spilleren tre rumvæsener, der udforsker overfladen af en planet kendt som "PNF-404" på jagt efter kultiverbare frugtsfrø for at redde deres hjemplanet, Koppai, fra hungersnød. De møder og vender sig til pikmin, som hjælper dem.

## Ekstern henvisning
- Officiel Pikmin hjemmeside